# Elacatinus chancei
Elacatinus chancei es una especie de peces de la familia Gobiidae.

## Morfología
Los machos pueden llegar a alcanzar los 5 cm de longitud total.

## Distribución geográfica
Se encuentra desde las Bahamas y Antillas hasta el norte de Venezuela.